# Them Kommune
Them Kommune i Århus Amt blev dannet ved kommunalreformen i 1970. Ved strukturreformen i 2007 blev den indlemmet i Silkeborg Kommune sammen med Gjern Kommune og Kjellerup Kommune.

## Tidligere kommuner
Them Kommune blev dannet ved sammenlægning af følgende 2 sognekommuner:
| Kommune              | Folketal 1. januar 1970 | Byer                   |
| -------------------- | ----------------------- | ---------------------- |
| Vinding-Bryrup-Vrads | 2.125                   | Bryrup og Vrads        |
| Them                 | 4.403                   | Gjessø, Salten og Them |
| I alt                | 6.528                   |                        |

Them Kommune afgav dog Kærshoved ejerlav i Vrads Sogn til Ikast Kommune og et område ved Virklund i Them Sogn til Silkeborg Kommune.

## Sogne
Følgende sogne indgik i Them Kommune:
- Bryrup Sogn (Tyrsting Herred)
- Them Sogn (Vrads Herred)
- Vinding Sogn (Tyrsting Herred)
- Vrads Sogn (Vrads Herred)

## Borgmestre[4]
| Navn          | Parti                   | Periode   |
| ------------- | ----------------------- | --------- |
| Søren Jensen  | Venstre                 | 1970-1982 |
| Hakon Birk    | Venstre                 | 1982-1986 |
| Niels Mølholm | Lokalliste              | 1986-1998 |
| Bent Braüner  | Venstre                 | 1998-2002 |
| Torben Hansen | Socialistisk Folkeparti | 2002-2006 |

## Rådhus
Them Kommunes rådhus på Them-Centret 12 stod tomt fra 2014. Året efter troede Silkeborg Kommune stadig på at huset kunne sælges til en virksomhed, der ville skabe mere liv i centret. Men REMA 1000, der i 2016 meldte sig som køber, ville rive huset ned. Det er sket, men der er stadig ikke kommet en dagligvarebutik.